# Клінічне випробування

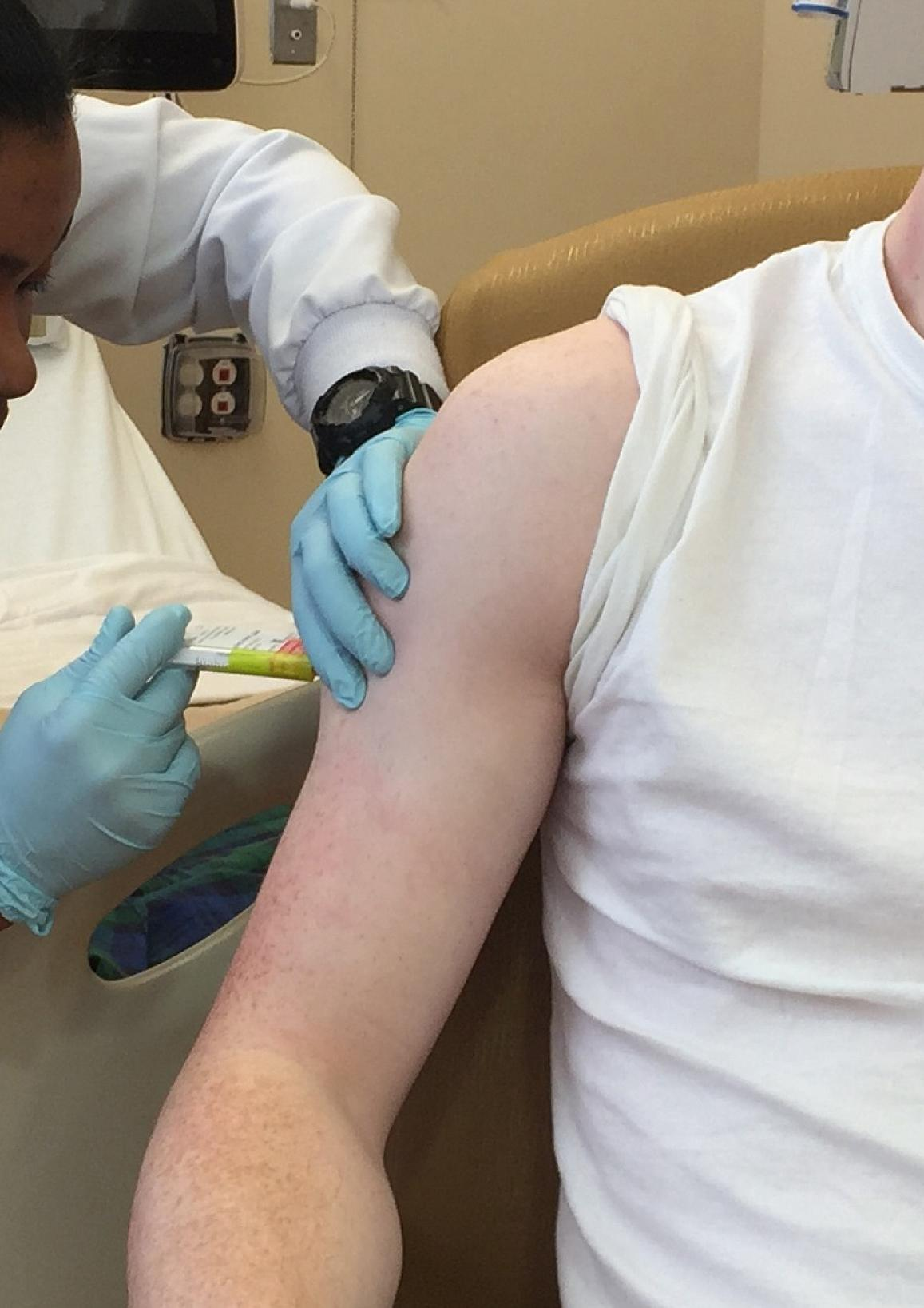
Учасник клінічного випробування отримує ін'єкцію.

Клінічне випробування — будь-яке дослідження на людях — суб'єктах випробування, призначене для виявлення чи перевірки фармакологічних і/або інших фармакодинамічних властивостей досліджуваного(их) препарату(ів), його (їх) впливу на клінічні прояви захворювання і/або для виявлення побічних реакцій, і/або для вивчення абсорбції, розподілу, метаболізму та виведення, і проведене з метою підтвердження його (їх) безпеки та/чи ефективності. Терміни «клінічне випробування» і «клінічне дослідження» — синоніми.
- Дослі́джуваний препара́т — лікарська форма діючої речовини або плацебо, що є предметом вивчення чи використовується для контролю у межах клінічного випробування, в тому числі лікарський засіб, дозволений до медичного застосування, у разі, якщо спосіб його застосування чи виготовлення (лікарська форма чи розфасування) відрізняється від затвердженого, у разі його використання за новим показанням або для отримання додаткової інформації за затвердженим показанням.

## Безпека клінічних досліджень та захист прав пацієнтів під час їхнього проведення
Клінічні дослідження проводяться виключно за згодою пацієнта.
Протокол клінічного дослідження гарантує безпеку пацієнта та отримання достовірних результатів.
Клінічне дослідження в Україні починається після:
1. Отримання організатором клінічного дослідження наступних документів:

- Наказу МОЗ, який затверджує протокол клінічного дослідження і видається на підставі позитивного висновку Державного Експертного центру МОЗ.
- Висновку етичної комісії медичного закладу, де планується проведення клінічного дослідження.

2. Укладання договору про страхування життя і здоров'я пацієнта, у порядку визначеному законодавством.

## Фази клінічних досліджень
| Фаза | Мета                                                                            | Примітки |
| ---- | ------------------------------------------------------------------------------- | --- |
| I    | Визначення безпечного дозування та безпечності досліджуваного препарата загалом | Під час досліджень на етапі фази І дослідники тестують новий препарат на здорових добровольцях. У більшості випадків беруть участь від 20 до 80 здорових учасників. Однак, якщо новий препарат призначений для лікування ракових захворювань, дослідники проводять дослідження фази І за участю пацієнтів з певним типом раку. Дослідження фази І ретельно контролюють та збирають інформацію про взаємодію лікарського прапарата з організмом людини. Дослідники коригують схеми дозування на основі даних тварин, щоб з’ясувати, скільки препарату може переносити організм людини. Поки триває випробування фази І, дослідники відповідають такі наукові запитання: як препарат працює в організмі; які, пов’язаними із збільшенням дозування, побічні ефекти викликає; як найкраще вводити препарат, щоб обмежити ризики та максимально збільшити переваги. Відповіді на ці питання важливі для проектування другої фази клінічних досліджень. |
| II   | Дослідження ефективності та безпечності                                         | На етапі фази II дослідники вводять препарат групі пацієнтів із захворюванням або станом, для якого препарат розробляється. Зазвичай беруть участь декілька сотень пацієнтів, що є недостатньо великою вибіркою для однозначного підтвердження ефективності препарата. Натомість дослідження фази II надають додаткові дані про безпечність. Ці дані використовують для уточнення дослідницьких питань, розробки методів дослідження та розробки нових протоколів для подальших випробувань на фазі III. |
| III  | Дослідження ефективності та безпечності                                         | Дизайн фази III розробляють таким чином, щоб продемонструвати, чи має досліджуваний препарат певну користь для лікування конкретної популяції. Іноді дослідження на фазі III ключовими дослідженнями, в яких беруть участь від 300 до 3000 учасників. На даному етапі збирається більшість даних про безпечність препарата. Оскільки ці дослідження є тривалішими та охоплюють більшу кількість учасників, результати частіше виявляють довгострокові або рідкісні побічні ефекти. |
| IV   | Моніторинг побічних реакцій                                                     | Випробування фази IV проводяться після затвердження і випуску препарату чи пристрою на ринок. |

В Україні найчастіше проводяться дослідження препаратів III фази, і найрідше проводяться дослідження I та II фази. 